# 道ノ尾駅
道ノ尾駅（みちのおえき）は、長崎県長崎市葉山一丁目と西彼杵郡長与町高田郷に跨る、九州旅客鉄道（JR九州）長崎本線（長与支線）の駅である。

## 歴史
- 1897年（明治30年）7月22日：開設[1]。
- 1925年 - 26年（大正14年 - 15年）度：現駅舎完成[3][4]。
- 1972年（昭和47年）度：新線（市布経由）開通に伴い交換設備を撤去[4]。
- 1974年（昭和49年）6月11日：貨物取扱廃止[5]。
- 1985年（昭和60年）3月14日：荷物扱い廃止[5]。
- 1987年（昭和62年）4月1日：国鉄分割民営化により九州旅客鉄道が継承[5]。
- 2012年（平成24年）12月1日：ICカード「SUGOCA」の利用を開始[6]。
- 2022年（令和4年）
  - 3月11日：切符売り場の営業を終了[7]。
  - 3月12日：無人化[7]。

1945年8月9日の原爆投下時には、浦上駅から当駅まで臨時の救護列車が運転され当駅付近で救護活動が行われていた。

## 駅構造

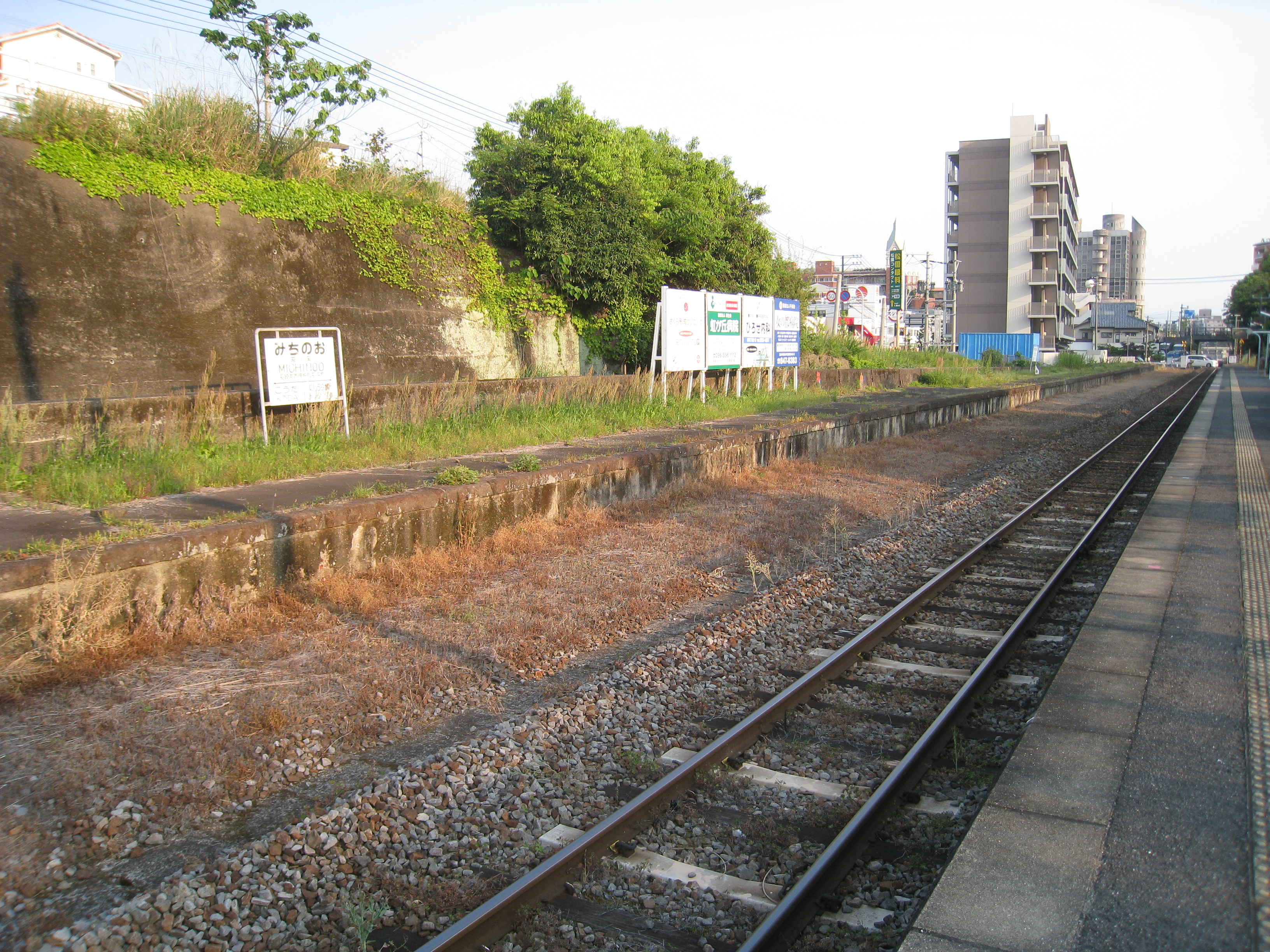
奥に見えるホームが交換駅であった名残である（2013年5月）

駅舎と単式ホーム1面1線を有する地上駅である。開設から1972年（昭和47年）の新線（市布経由）開通までは、当駅の属する長与経由が長崎駅に至る唯一のルートで優等列車も通過していた関係上、列車交換設備を備えた相対式ホーム2面2線であった。新線開通後2番線（東側）の線路は撤去されたものの、ホームはそのまま存置されており、駅付近の線路の線形からもかつての線形がうかがえる。
駅舎は1925年（大正14年）、あるいはその翌年の1926年（大正15年）に建てられたと言われる木造平屋造りで、長崎市と長与町に南北方向で跨っている。駅南側の事務所は長崎市、北側の待合室は長与町の町域に立地する。
1945年（昭和20年）の原爆投下により被災した被爆遺構である。
SUGOCAの利用が可能。
2021年6月3日、待合室部分を改装してパン屋がテナントとして入居したが、翌年7月限りで閉店した。

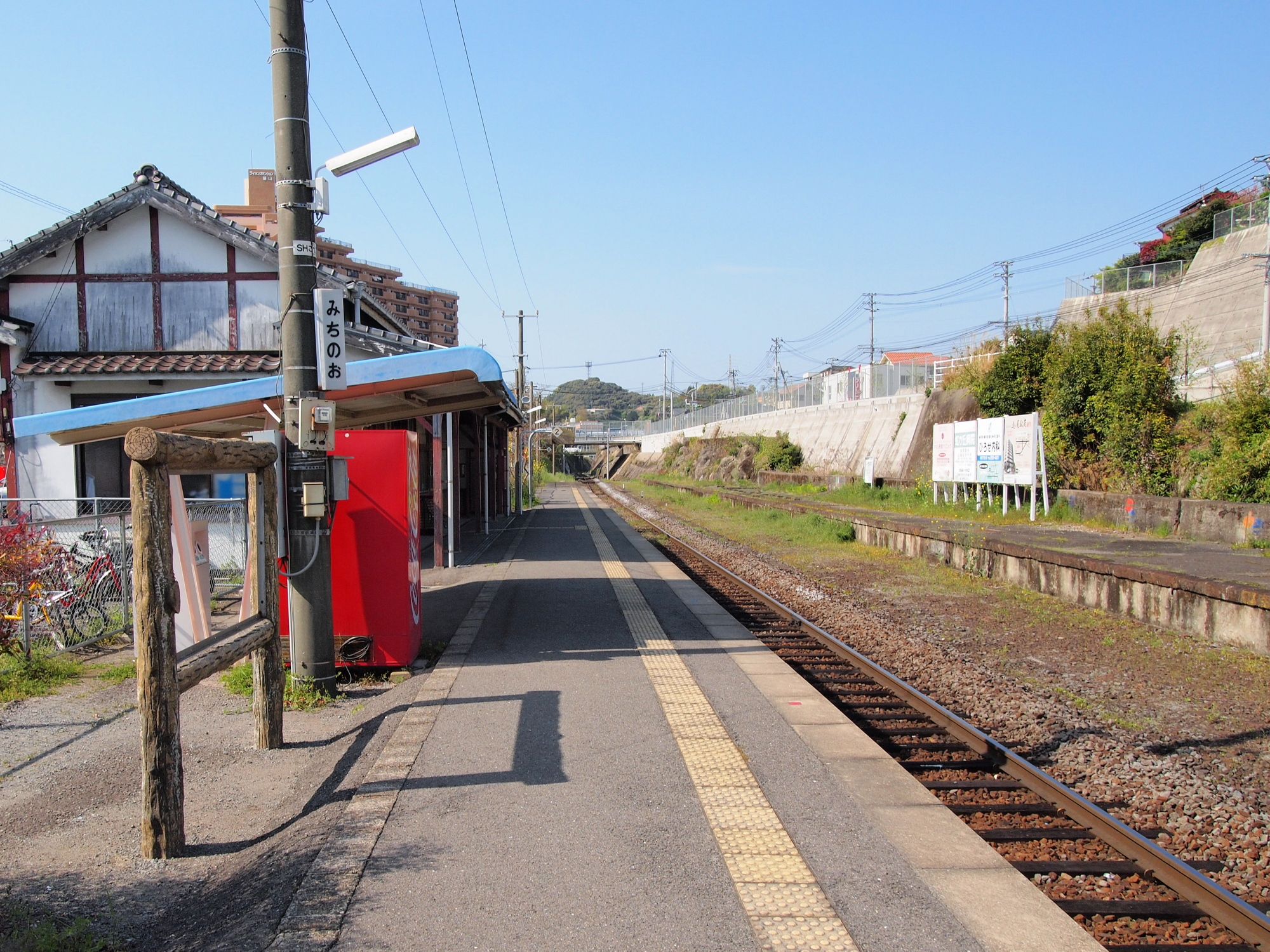
駅構内（2011年4月）
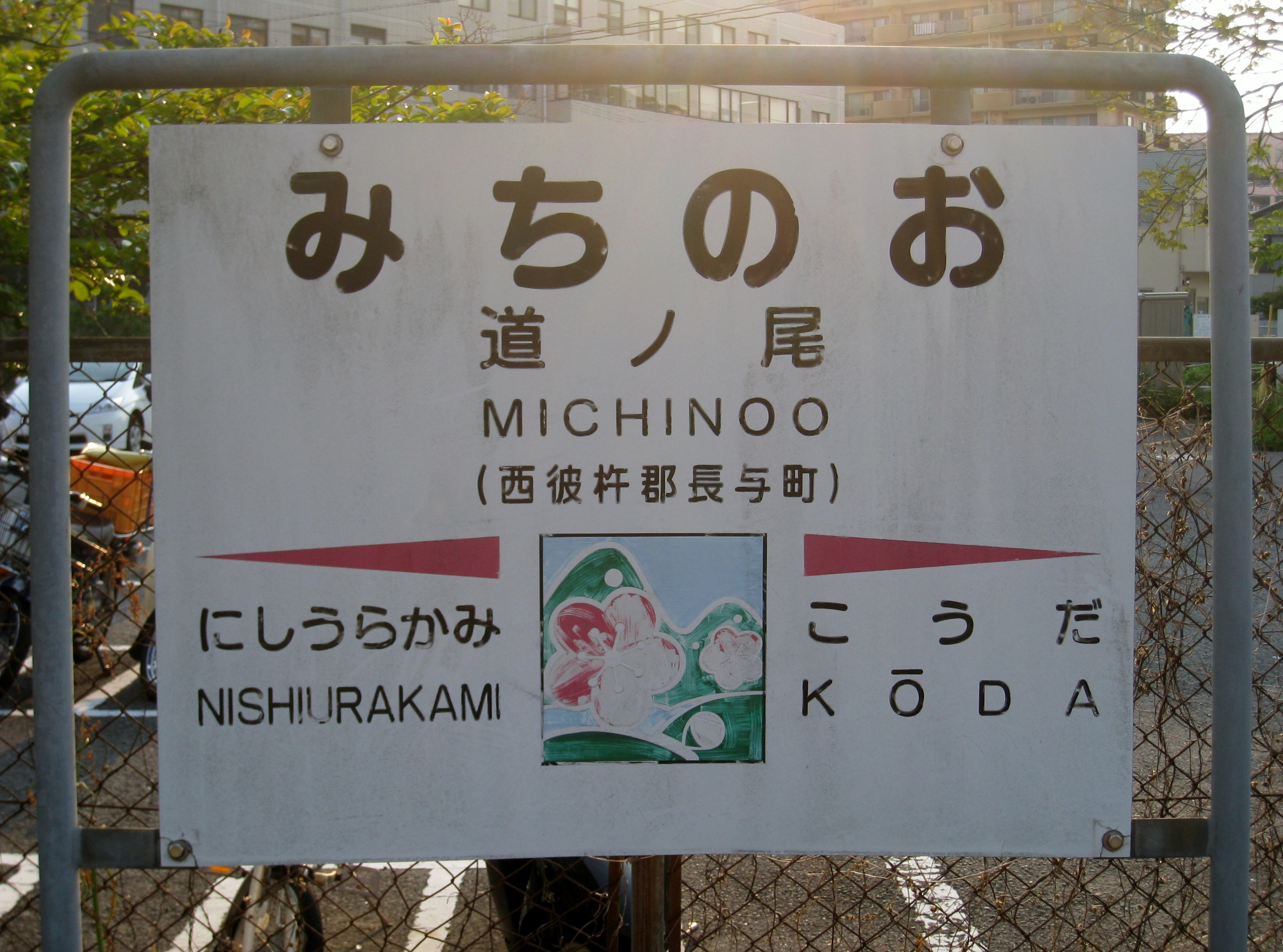
絵入り駅名標（2013年5月）
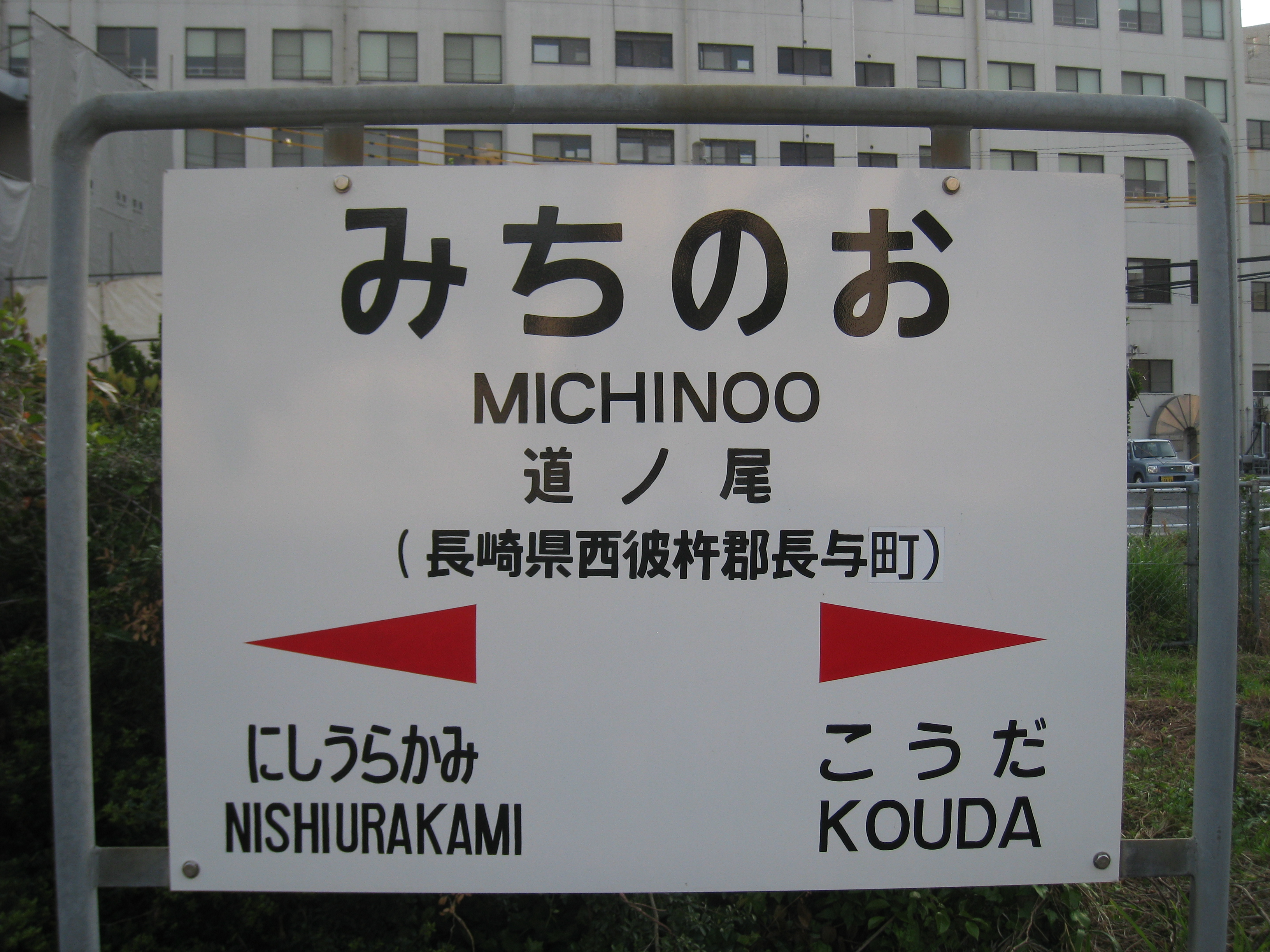
駅名標（2013年5月）

## 利用状況
- 2023年度の1日平均乗車人員は1,127人である[9]。

| 乗車人員推移 | 乗車人員推移 | 乗車人員推移 |
| 年度         | 1日平均人数  | 1日乗降人数  |
| ------------ | ------------ | ------------ |
| 2000         | 804          |              |
| 2001         | 773          |              |
| 2002         | 810          |              |
| 2003         | 843          |              |
| 2004         | 810          |              |
| 2005         | 796          |              |
| 2006         | 756          |              |
| 2007         | 749          | 1,492        |
| 2008         | 731          | 1,465        |
| 2009         | 738          | 1,482        |
| 2010         | 725          | 1,462        |
| 2011         | 735          | 1,479        |
| 2012         | 800          | 1,600        |
| 2013         | 888          | 1,746        |
| 2014         | 920          | 1,816        |
| 2015         | 966          | 1,901        |
| 2016         | 987          | 1,938        |
| 2017         | 1,052        |              |
| 2018         | 1,095        | 2,148        |
| 2019         | 1,132        |              |
| 2020         | 950          |              |
| 2021         | 984          |              |
| 2022         | 1,056        |              |
| 2023         | 1,127        |              |

## 駅周辺
駅は西友 道の尾店（現在はイズミグループのゆめマート熊本が運営）をはじめとするショッピング施設が集積する国道206号から一歩裏に入ったところにある。周辺は以前は静かな住宅地であったが、1990年頃からマンション建設が相次いでいる。また長与町高田地区、長崎市道ノ尾地区の再開発計画により、区画整理が進んでいる。なお、国道と県道沿いにある長崎バス・長崎県営バスのバス停の表記は「道の尾」となっている。
- 道の尾温泉
- 長崎市立岩屋中学校
- 長崎外国語大学
- 長崎市立長崎商業高等学校
- 長崎県立長崎工業高等学校
- 長崎岩屋郵便局
- 長崎ロイヤルチェスターホテル
- 長崎遊覧バス車庫
- 業務スーパー 葉山店
- MEGAドン・キホーテ 時津店

## 隣の駅
九州旅客鉄道（JR九州）
■長崎本線（長与支線）
高田駅 - 道ノ尾駅 - 西浦上駅